# Дяобиншань
Дяобинша́нь (кит. упр. 调兵山, пиньинь Diàobīngshān) — городской уезд городского округа Телин провинции Ляонин (КНР). Название означает «гора переброски войск».

## История
При империи Цзинь в этих местах перебрасывались войска, отсюда и название «Дяобиншань».
21 сентября 1981 года из прилегающих областей уездов Телин и Факу был образован городской уезд Тефа, название которого было образовано из первых иероглифов этих уездов. В октябре 1984 года городской уезд Тефа вошёл в состав городского округа Телин. В 2002 году, к 20-летию со дня образования городской уезд Тефа был переименован в Дяобиншань.

## Административное деление
Городской уезд Дяобиншань делится на 2 уличных комитета и 3 посёлка.

## Соседние административные единицы
Городской уезд Дяобиншань на востоке граничит с уездом Телин, а на западе — с территорией города субпровинциального значения Шэньян.

## Известные уроженцы и жители
- Бай Цзин (1983—2012) — китайская актриса.